# International Docking Adapter

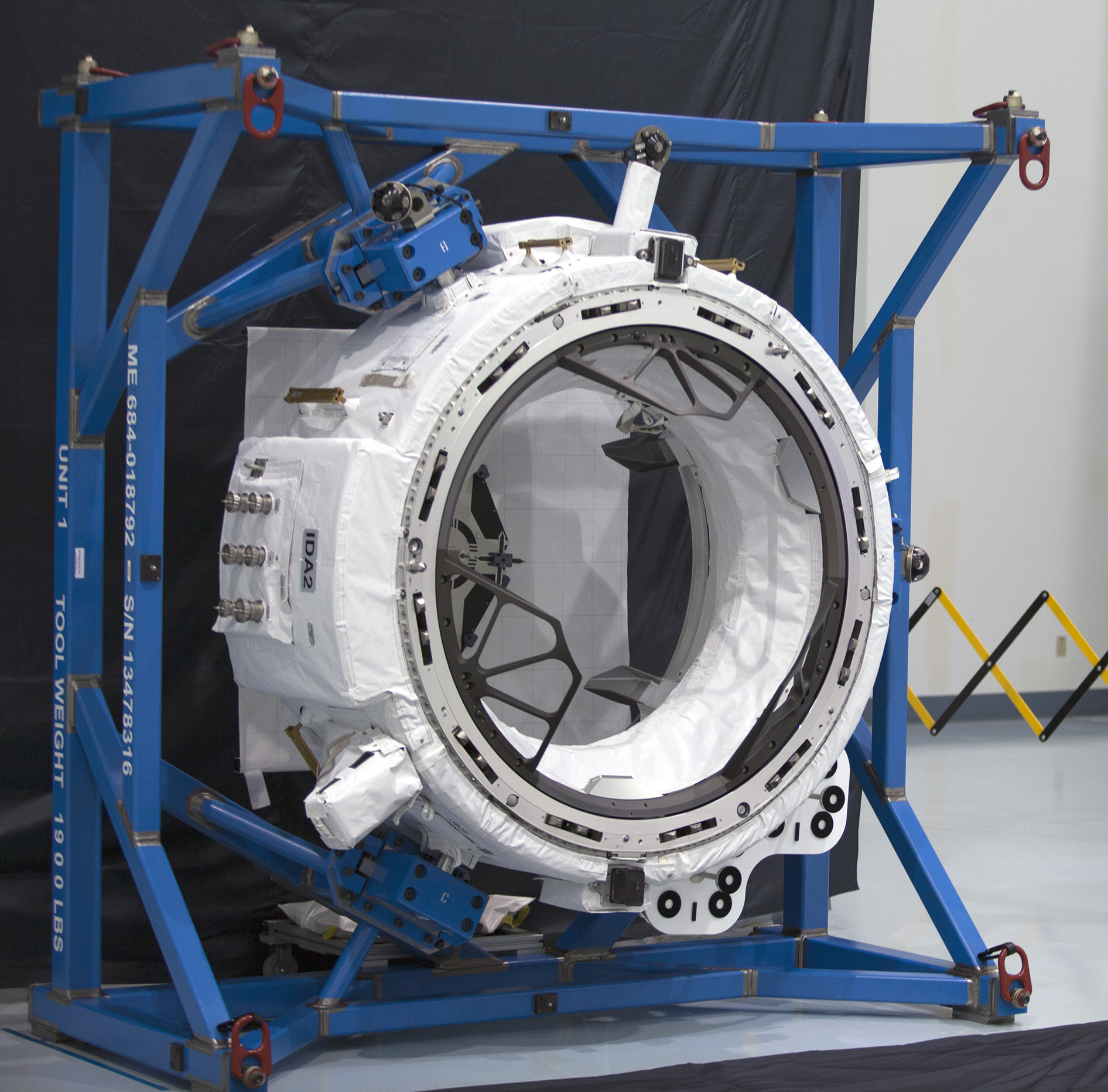
L'IDA-2

L’International Docking Adapter (IDA) è un adattatore di sistemi di docking dei veicoli spaziali sviluppato per convertire l'APAS-95 con il NASA Docking System (NDS)/ International Docking System Standard (IDSS). È pianificato che un IDA venga collocato su ciascuno degli Pressurized Mating Adapter (PMA) della ISS, due dei quali posizionati nei boccaporti anteriore e zenith di Harmony.

## Storia
Prima degli IDA vennero presi in considerazione diversi adattatori di docking, ma alla fine la loro produzione venne cancellata.

### APAS to LIDS Adaptor System

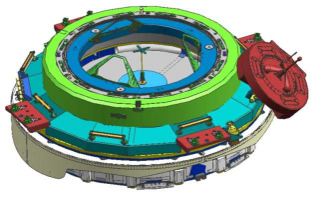
Il Common Docking Adapter, ora cancellato

L'APA to LIDS Adaptor System (ATLAS) è stato annunciato nel 2008 e avrebbe dovuto essere posizionato sui PMA per convertire l'APAS-95 con il Low Impact Docking System (LIDS).  L'ATLAS sarebbe stato lanciato in una delle prime due missioni di Orion verso la Stazione spaziale internazionale ma queste missioni vennero poi cancellate e il ruolo di Orion venne sostituito dal Commercial Crew Program.

### Common Docking Adapter
Il Common Docking Adapter (CDA) venne annunciato nel 2009 e avrebbe dovuto essere utilizzato per convertire il Common Berthing Mechanism con il NASA Docking System, collegandosi direttamente a Harmony, uno anteriormente e uno zenith.

## Design
IDA converte il APAS-95 al NASA Docking System (che è conforme all'International Docking System Standard) e permette il trasferimento di equipaggio, carico, alimentazione e dati. Ha una massa di 526 kg, un'altezza di 110 cm e una larghezza di 160 cm, mentre se si includono gli obiettivi di attracco, i laser retro-riflettori e i relativi sistemi disposti attorno ai perimetri esterni, il diametro esterno è di circa 240 cm. Boeing è l'appaltatore principale per gli IDA, i quali sono stati assemblati presso lo Houston Product Support Center. Le componenti provenivano da 25 Stati americani diversi mentre la struttura principale è stata progettata dalla società russa RKK Ėnergija.

## Consegna degli IDA alla ISS

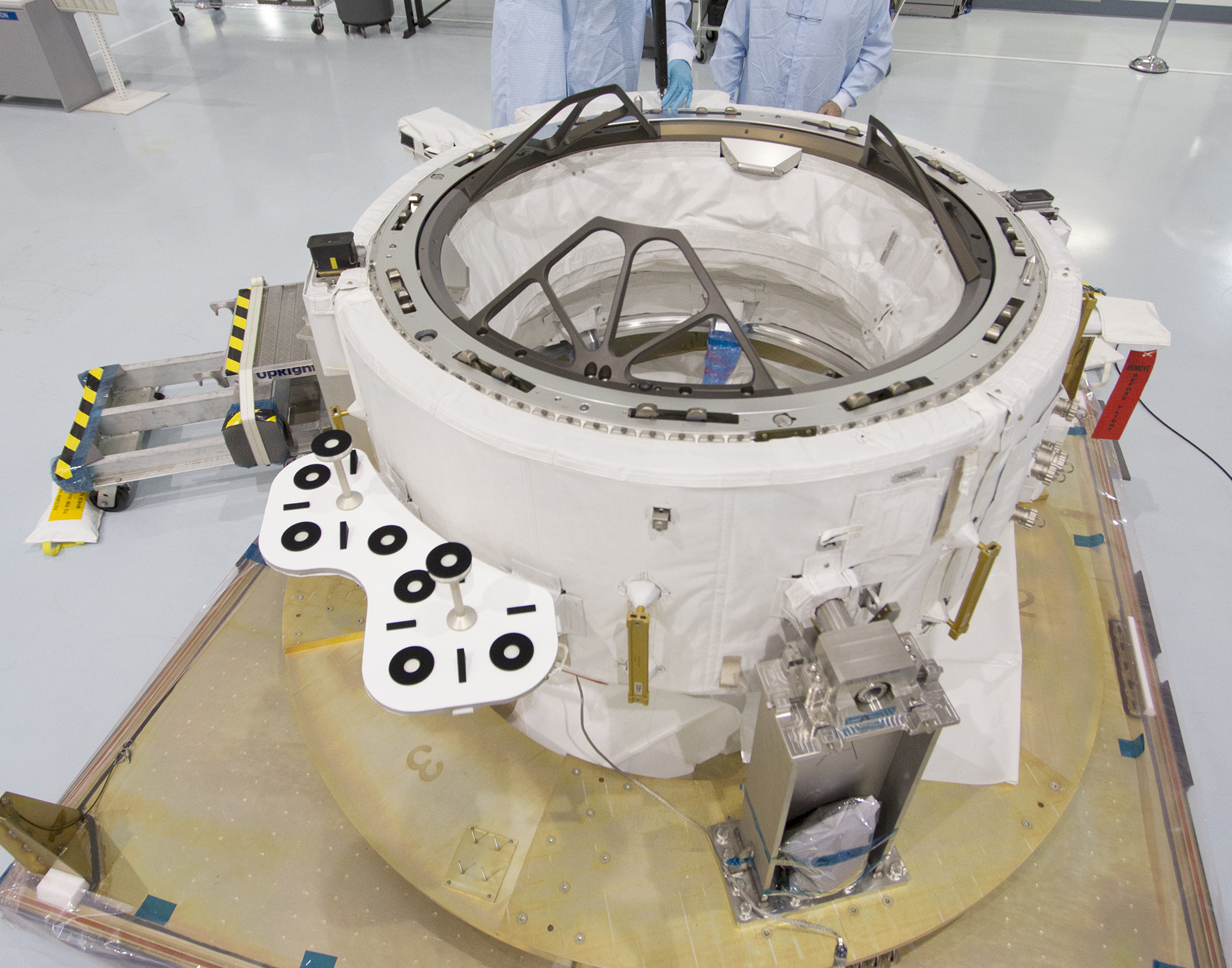
L'IDA-1

Entrambi gli IDA sono stati lanciati e consegnati alla ISS a bordo del trunk di una navicella Dragon. In particolare, pochi giorni dopo essere attraccata alla Stazione, i controllori di terra manovrano Dextre per rimuoverlo dal trunk e spostarlo a circa 30 cm dalla parte anteriore del PMA, prima di alloggiarlo. Infine, durante un'attività extraveicolare successiva gli astronauti completano l'aggancio e passano i vari cavi.
Originariamente l'IDA-1 avrebbe dovuto essere collegato al PMA-2 del boccaporto anteriore di Harmony mentre l'IDA-2 al PMA-3 sul portello Zenith, ma a causa della perdita dell'IDA-1, l'IDA-2 è stato attraccato al PMA-2 e l'IDA-3, il sostituto dell'IDA-1, sarà agganciato al PMA-3 nel portello Zenith di Harmony.

### IDA-1
Nel febbraio 2015, l'IDA-1 era stato trasportato al Kennedy Space Center mentre IDA-2 si trovava ancora allo stabilimento di Houston di Boeing. I sistemi e gli obiettivi dell'IDA-1 erano stati testati per un mese presso lo Space Station Processing Facility prima di essere dichiarati idonei al lancio. L'IDA-1 è andato poi perso durante il fallimento del lancio di SpaceX CRS-7 il 28 giugno 2015.

### IDA-2
L'IDA-2 è stato lanciato su SpaceX CRS-9 il 18 luglio 2016. Venne agganciato permanentemente al PMA-2 durante una EVA il 19 agosto 2016. È stato usato per la prima vola il 3 marzo 2019 quando la navicella Crew Dragon della SpaceX durante la sua missione di prova Demo 1 attraccò in modo automatico.

### IDA-3
L'IDA-3 è stato costruito principalmente con pezzi di ricambio per costruirlo in tempi rapidi, il 25 luglio 2019 è stato lanciato nella missione SpaceX CRS-18. Venne agganciato permanentemente al PMA-3 durante una EVA nell'agosto 2019. È stato usato per la prima vola il 7 dicembre 2020 quando la navicella Cargo Dragon della SpaceX durante la missione SpaceX CRS-21 attraccò in modo automatico. 

## Galleria d'immagini

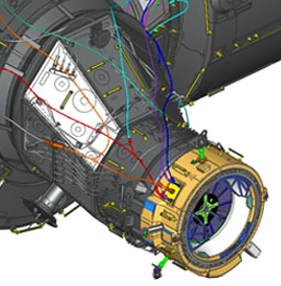
Render dell'IDA connesso al PMA-2
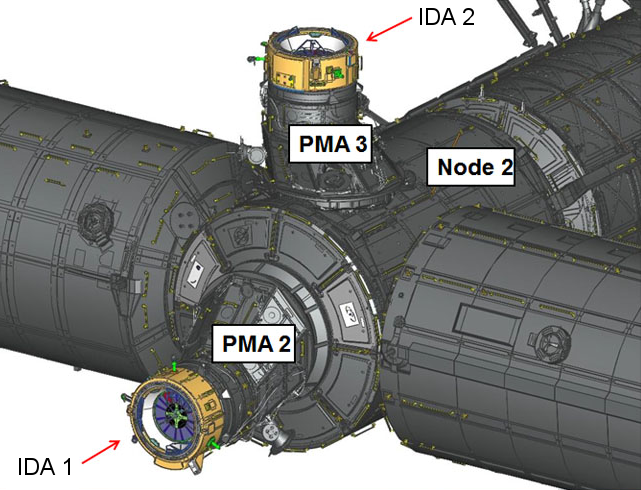
Prima della perdita dell'IDA-1, posizioni pianificate degli IDA
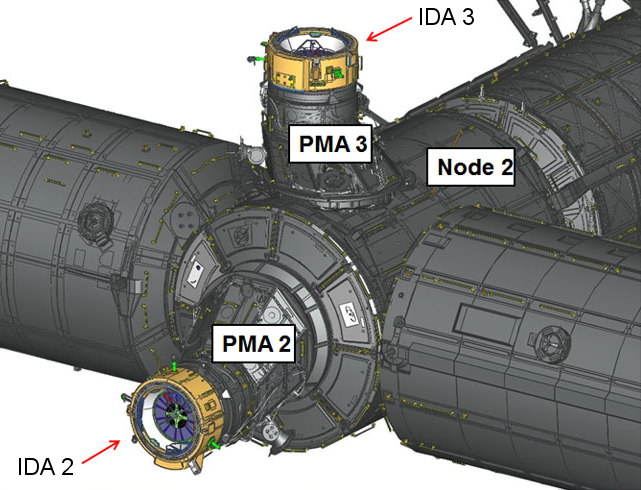
Dopo la perdita dell'IDA-1, posizioni pianificate degli IDA